# (12517) Grayzeck
(12517) Grayzeck (1998 HD52) – planetoida z pasa głównego asteroid okrążająca Słońce w ciągu 3,6 lat w średniej odległości 2,35 j.a. Odkryta 30 kwietnia 1998 roku.